# Heinrich di Gaspero
Heinrich di Gaspero (ur. 8 sierpnia 1875 w Písku, zm. 5 maja 1961 w Grazu) – austriacki lekarz psychiatra i neurolog.

## Życiorys
Studiował na Uniwersytecie w Grazu. Tytuł doktora otrzymał w 1899 roku, od 1901 był asystentem na Uniwersytecie w Grazu, w 1913 roku habilitował się w neurologii i psychiatrii. W 1922 mianowany profesorem nadzwyczajnym. W październiku 1939 mianowany profesorem nadetatowym (außerplanmäßiger Professor). W 1955 przeszedł na emeryturę.

## Wybrane prace
- Die Grundlagen der Hydro- und Thermo-therapie. Druck und Verlag der Deutschen Vereins, 1920
- Gedanken eines Nervenarztes über die Ehe: Eine populär-wissenschaftl. Schrift. Deutsche Vereins-Druckerei, 1934
- Grundriß der Forensischen Psychiatrie. Leykam, 1947